# Подорож ученого доктора Леонардо і його майбутньої коханки прекрасної Альчести у Слобожанську Швайцарію
«Подорож ученого доктора Леонардо і його майбутньої коханки прекрасної Альчести у Слобожанську Швайцарію» — другий роман українського письменника Майка Йогансена. На думку Олега Коцарева, цей твір разом з «Голяндією» Дмитра Бузька є найдовершенішим зразком «формалістичного роману».

## Історія створення
Вперше роман був опублікований як дві окремі повісті в журналі «Літературний ярмарок» («Подорож ученого доктора Леонардо і його майбутньої коханки прекрасної Альчести у Слобожанську Швайцарію» (1928); «Неймовірні авантюри дона Хосе Перейри у Херсонськім степу» (1929)). Згодом, у 1932 році автор додав до них третю частину, після чого роман отримав свій остаточний вигляд.

## Герої
- Дон Хозе Перейра — еспанець, з фаху свого тираноборець.
- Родольфо — рудий ірляндський сетер, вірний друг Дона Хозе Перейри.
- Данько Харитонович Перерва — степовик і член степового райвиконкому.
- Куркуль Щовб, куркуль Довб, куркуль Ковб — українські куркулі.
- Леонардо Пацці — подорожній доктор з Італії, природолюбець.
- Альчеста — прекрасна майбутня коханка доктора Леонардо.
- Ахілес Черепаха — селянин, візник.
- Володька — кінь Ахілеса.
- Древонасадець — старий господар.
- Баба — перша жінка доброго Древонасадця.
- Яресь (Орест) Перебийніс — молодий хлопець з Змійова, комсомолець, студент.
- Слюсар Шарабан — знайомий Черепахи.
- Господар Клим — друг Черепахи.

## Сюжет

### Пролог
Автор розповідає про полювання тираноборця Дона Хозе Перейри та його вірного друга, рудого ірляндського сетера Рудольфо, в українському степу. Поступово текст описує перетворення тираноборця у Данька Харитоновича Перерву: «Він ясно відчув, що згорів на попіл і народився знов», про його втечу від куркулів, сон та смерть. Зранку Данько прокинувся Доном Хозе і вирішив, що полювання закінчено. Дон Хозе Перейра  почав писати «текст кореспонденції до італійської газети „Воче-Дель-Пополо“»

### Книга перша
Розповідає про мандрівку доктора Леонардо та Альчести човном Слобожанськими преріями. Вони знайомляться із селянином Ахілесом Черепахою та його конем Володькою. Леонардо та Альчеста прибувають до хатинки Древонасадця.

### Книга друга
Герої дізналися історію сім'ї Древонасадця. Вони заночували в нього, а потім продовжили подорож.  Альчеста та Леонардо роз'єдналися. Альчеста зустріла Яреся Перебийноса, із газети "Воче-Дель-Пополо " дізналася, що «Доктор Леонардо Пацці, (…) як виявилося, зовсім не є доктор Леонардо Пацці. Установлено, що справжнє його прізвище Дон Хозе Перейра і що він зроду еспанець». Далі вона поплила разом із Яресем. Перебийніс показав їй Озерну Швейцарію та лісові озера Слобожанської Швейцарії. Герої знову зустрілися із Дровонасадецем та Ахілесом Черепахою і конем Володькою. Тут з'явився доктор Леонардо. Він запевнив, що в останньому номері газети «Воче-Дель-Пополо» спростовано інформацію, що він є Доном Хозе Перейрою. Разом з Альчестою вони зібралися їхати на станцію.

### Книга третя
Раптово з'явилися Дон Хозе Перейра та Рудольфо. Дон Хозе розповів, що сталося з ним та пояснив, що герої не можуть продовжувати свою подорож, бо така воля автора. Після цих слів він провалився в тартарари. Герої повернулися переночувати до хатини Древонасадця. Зранку Леонардо прокинувся та згинув у тартарари.

### Епілог
Автор розповів, як склалося життя героїв роману. Він також додав, що з доктором Леонардо, Альчестою та Доном Хозе Перейрою, крім розказаної історії, нічого не могло статися, бо він їх вигадав.

### Післяслово
Автор перекладає цитату із прологу, та признає що весь роман був книгою пейзажу.

## Інтертексти
Роман Майка Йогансена можна вважати прикладом авангардиського тексту. Можна віднайти багато алюзій на літературні жанри, твори письменників. У романі є типові персонажі та прийоми різних жанрів.
Орест Перебийніс — типовий герой із козакофільського роману. Такі твори були популярні у ХІХ ст. Куркулі Ковб, Щовб і Довб — герої соцреалістичного роману. Мода на таких героїв прийде згодом. Однак Майк Йогансен вже у 30 роках XX ст. зміг відтворити цю тенденцію. Дон Хозе Перейра, який пише вірші — пародія на численних поетів-шевченкофілів, які жили та творили у XIX ст. Альчеста –  спародійований образ коханої дами серця. Але якщо у лицарських романах така героїня зображалася цнотливою та незайманою, то у Йогансена вона є такою лише для доктора Леонардо. Саме тому її названо майбутньою коханкою.
Назва роману — «Подорож ученого доктора Леонардо і його майбутньої коханки прекрасної Альчести у Слобожанську Швайцарію» — нагадує назви романів Даніеля Дефо та Джонатана Свіфта. Це пародія на назви романів XVIII ст.
Сюжет нагадує нам детективний роман завдяки таким елементам історії, як тираноборство і постійному зникненню та поверненню героїв. Також у романі присутні стерніанські мотиви: повільний час, довгі монологи, велика кількість описів.
Леонардо та Альчеста схожі на пару Дон Кіхота та Дульсінею із твору Мігеля де Сервантеса. Натомість містичні описи природи та пригоди селянина Ахілеса Черепахи схожі на «Вечори на хуторі біля Диканьки» Миколи Гоголя.

## Художні прийоми
Як і для теперішніх читачів, так і для сучасників Майка Йогансена роман видається дуже каламбурним та дивакуватим. Роман є авангардиським, тому він такий дивний. Сюжет роману заплутаний, із багатьма перетвореннями. Він не є основним. Набагато важливішою є гра, яку автор грає із читачем.
У романі є багато комізму. Це іронічні згадки про літературний процес (Дон Хозе Перейра та доктор Леонардо пишуть вірші, які лає Рудольфо). У тексті є великі роздуми про сучасні Йогансену проблеми (суперечка про правильне написанню слова «клуб»).
У романі є смішні пародійні любовні історії (Леонардо і його весь час майбутня коханка Альчеста, дід та кохана йому собака). Наявні мовні каламбури (імена Дона Хозе Перейри та Данько Харитонович Перерва подібні, а ім'я та прізвище селянина Ахілеса Черепахи є сумішшю протилежних речей та алюзією на філософську задачу).
Сам роман по собі є певним обманом. Читач думає, що дізнається історію головних героїв, а в кінці автор зізнається, що роман весь час був просто описом природи. І уважний читач міг дізнатися це ще у Пролозі.

## Видання
- Подорож ученого доктора Леонардо і його майбутньої коханки прекрасної Альчести у Слобожанську Швайцарію. —Харків, Пролетарій, 1930.
- Вибрані твори (перше видання). — К., Смолоскип, 2001. — с. 277 —359.
- Вибрані твори. Видання друге, доповнене. — К., Смолоскип, 2009. — с. 391 —508.
- Подорож ученого доктора Леонардо і його майбутньої коханки прекрасної Альчести у Слобожанську Швайцарію: Вибрані твори. — К., Знання, 2016. — 190 с.

### Переклади
- De reis van dokter Leonardo. Vertaald door Tobias Wals. Amsterdam: Pegasus, 2021. 125 pp.[5][6]
- The Journey of the Learned Doctor Leonardo and his Future Lover, the Beauteous Alceste, to the Switzerland of Slobozhanshchyna. Переклад: Світлана Яковенко. Вступ: Марко Павлишин. Sova Books, 2021.
- Die Reise des gelehrten Doktor Leonardo und seiner zukünftigen Geliebten, der schönen Alceste, in die Slobidische Schweiz. Переклад і післямова: Johannes Queck. Zürich, Berlin: Secession, 2023.
- Podróż uczonego doktora Leonarda i jego przyszłej kochanki, przepięknej Alcesty, do Szwajcarii Słobodzkiej. Переклад: Мацей Пйотровський (проза) та Адам Поморський (поезія). Kolegium Europy Wschodniej, 2023[7].